# Rita Payés Roma
Rita Payés Roma (Vilassar de Mar, 29 de setembre de 1999) és una compositora, trombonista i cantant de jazz i bossa nova catalana.

## Biografia

### Carrera artística
S'inicià com a trombonista en el si d'una família plena de músics. Més tard estudià a l'institut IEA Oriol Martorell i va entrar a la Sant Andreu Jazz Band, dirigida per Joan Chamorro, on també va començar a cantar al costat d'Andrea Motis, Magalí Datzira i Eva Fernandez. Es va graduar en trombó de jazz a l'Escola Superior de Música de Catalunya. Encara adolescent, Payés va enregistrar dos treballs amb Chamorro, obtenint l'any 2015 el premi Enderrock a la millor proposta de jazz. El mestre va dir d'ella:
Sobretot és música, en tota l'extensió de la paraula.
Després de la bona acollida d'aquests dos treballs, el 2019 Rita va publicar junt amb la seva mare, la guitarrista Elisabeth Roma, un nou àlbum titulat Imagina. Per presentar-lo, totes dues van fer una gira amb la que van viatjar per països com Regne Unit, Hongria, França, Suïssa, Itàlia, Marroc, Suècia i Grècia.
L'artista anuncià el gener de 2021 la imminent sortida d'un nou treball compartit de nou amb la seva mare, que va veure la llum el dia 16 d'abril, amb el títol Como la piel. Aquest disc li va valer el Premi Alícia al talent emergent 2021, guardó que atorga l'Acadèmia Catalana de la Música. El 2021 va col·laborar a la cançó "La gent que estimo" del disc "A tope amb la vida" d'Oques Grasses.
El 2024 va publicar De camino al camino, un àlbum amb totes les cançons d'autoria pròpia. La gira de presentació va dur-la, entre molts altres, al Festival Internacional de Jazz i al Festival Grec, ambdós a Barcelona. També va tenir l'oportunitat d'actuar en un dels Tiny Desk Concerts de la ràdio pública estatunidenca.

### Vida personal
Payés conviu amb el músic Pol Batlle, amb el que ha tingut dues filles (n. 2021 i 2024). El seu germà, Eudald Payés, també és músic i ha col·laborat en alguns dels treballs de la cantant.

## Discografia

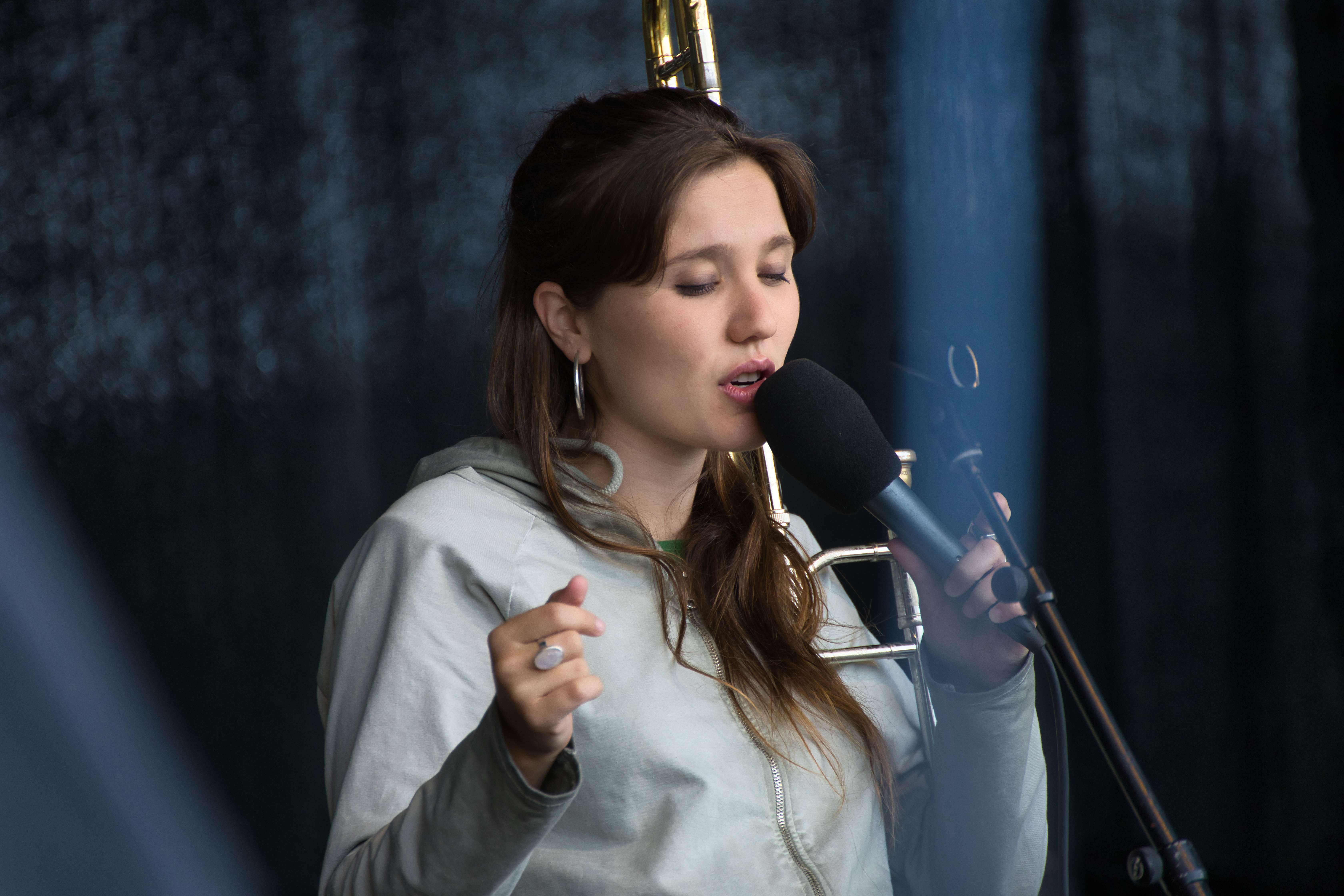
2021

- 2015 - Joan Chamorro presenta Rita Payés (amb Joan Chamorro).[4]
- 2016 - Lua amarela (amb Joan Chamorro).[3]
- 2019 - Imagina (amb Elisabeth Roma).[1]
- 2019 - My Ideal.[18]
- 2019 - In New York.[18]
- 2021 - Como la piel (amb Elisabeth Roma).[9]
- 2024 - De camino al camino.[19]

### Col·laboracions
- 2021 - La gent que estimo (amb Oques Grasses).[11][12]